# AlloCiné
AlloCiné — сервісна організація, яка надає інформацію про французьке кіно, приділяючи особливу увагу просуванню новинок кінематографу на DVD, Blu-Ray та VOD носіях. Підприємство було засноване як телефонний сервіс, а згодом стало інтернет-порталом, який пропонує швидкий доступ до інформаційної бази даних про усі фільми, які були поширені у Франції. У 2005 році портал став надавати інформацію про телесеріали.
Компанію AlloCiné було створено у 1993 році; у 1997 році був запущений сайт www.allocine.fr; у 2000 році він був куплений Canal+, а в 2002-му французькою медіа-групою Vivendi Universal. З червня 2007 року, сервіс перебуває у власності американського інвестиційного фонду Tiger Global.
5 вересня 2011 році було запущено телеканал Allociné TV, який 15 квітня 2012 року припинив свою діяльність.
У 2019 році зі сторони сайту зафіксована цензура расистського спрямування, зокрема видалення коментарів глядачів щодо принизливого відношення до українців у французькому кіно (серіал Бюро легенд, фільм Суперхондрик - Superchondriac).
Головний офіс компанії знаходиться в Парижі на Єлисейських полях.